# Marabu indian
Marabu indian (Leptoptilos dubius) este o specie de pasăre din familia berzei, Ciconiidae. Aparține genului care include și maraboul păros (L. javanicus) și maraboul african (L. crumenifer). Odinioară se găsea pe scară largă în sudul Asiei, mai ales în India, deși s-a extins spre est până în Borneo, însă în prezent este limitat la o zonă mult mai mică, cu doar trei populații de reproducere: două în India, cu cea mai mare colonie în Assam, una mai mică în jurul Bhagalpur și o altă populație în Cambodgia. După sezonul de reproducere, se dispersează pe scară largă. 
Aceste berze mari au un cioc masiv în formă de pană, capul golaș și o pungă distinctivă la gât. În timpul zilei, ele profită de coloanele de aer cald ascendent numite curenți termali, înălțându-se ca vulturii cu care împărtășesc obiceiul de a căuta carcase. Se hrănesc în principal cu hoituri și măruntaie; totuși, acestea sunt oportuniste și uneori vor prada vertebrate.
Un număr mare de marabu indian a trăit odată în Asia, dar numărul a scăzut (posibil datorită îmbunătățirii condițiilor sanitare) până la punctul de pericol. Populația totală în 2008 a fost estimată la aproximativ 1000 de indivizi. În secolul al XIX-lea, acestea erau deosebit de frecvente în orașul Calcutta, unde au fost incluse în stema orașului. Cunoscute la nivel local sub numele de hargila (derivat din cuvintele bengale-assameze pentru „înghițitor de oase”) și considerate a fi păsări necurate, au fost lăsate în mare parte neperturbate, dar uneori erau vânate pentru utilizarea cărnii lor în medicina populară. 